# Optimist
L'Optimist és una embarcació de vela esportiva. Va ser dissenyada per l'estatunidenc Clark Mills el 1947.
Està enfocada per a xiquets i xiquetes d'entre sis i quinze anys. És un vaixell senzill, estable i, al mateix temps, competitiu. El nombre d'unitats existents a tot el món supera les 450.000, i més de 100 països estan representats en la International Optimist Dinghy Association.

## Origen
L'Optimist va ser dissenyat per Clark Mills en 1947. El disseny original va tenir el seu origen en una popular embarcació la forma de la qual s'assemblava a una caixa de sabó que molts nens en Clearwater, Florida, usaven. Es va tornar popular ràpidament a l'àrea, però va arribar fama internacional quan el navegant danès Axel Dooomsgard va visitar els Estats Units, i va començar a promoure el seu ús a Escandinàvia primer, i en la resta del món després. El mundial del 2018 el guanyador va ser Marco Gradoni.

## L'Optimist com a embarcació introductòria
L'Optimist està reconegut com un vaixell apropiat per a principiants i navegants intermedis entre els 8 i els 15 anys. Els nens molt petits a vegades usen l'embarcació per parelles, però en general aquestes barques es consideren com a "single-handed" o d'un sol tripulant - d'aquesta forma els nens guanyen major seguretat en si mateixos i desenvolupen les seves habilitats -. La majoria de les escoles de navegació en tenen i generalment són la primera embarcació usada per un principiant.